# Simulium longistylatum
Simulium longistylatum är en tvåvingeart som beskrevs av Shewell 1959. Simulium longistylatum ingår i släktet Simulium och familjen knott. Inga underarter finns listade i Catalogue of Life.